# Enskede gård (tunnelbanestation)
Enskede gård är en station inom Stockholms tunnelbana, belägen i stadsdelen Enskede gård i Söderort inom Stockholms kommun. Stationen ligger på T-bana 1 (gröna linjen) Hagsätra–Hässelby strand mellan stationerna Globen och Sockenplan längs Palmfeltsvägen. Stationen består av en plattform utomhus med ingång från den norra änden. Stationen fick en konstnärlig gestaltning 2012 med Maria Miesenbergers konstverk Ögonblick i rörelse med väggar klädda i granitkeramik och skulpturer i aluminium.
Från entrén sett går spåret till vänster till Hagsätra och spåren till höger till Hässelby strand.
Stationen Enskede gård ligger 3,8 kilometer från stationen Slussen. Den öppnades den 9 september 1951. Redan från 1930 drogs spårvägen Örbybanan förbi och hade hållplats här, kallad Enskede gård. Tunnelbanesträckan mellan Globens station och Stureby station följer den gamla spårvägslinjen (Karta).
Vid SL:s trafikanträkning år 2016 var Enskede gård den station på tunnelbanenätet med minst antal påstigande per vardagsdygn.

## Framtid
Stationen kommer att läggas ned omkring år 2030. Tunnelbanan från Sockenplan till Hagsätra kommer då att överföras till Blå linjen, medan nuvarande tunnelbanesträcka mellan Gullmarsplan och Sockenplan kommer att rivas. Även stationen Globen läggs ned. En ny station öppnar inom Slakthusområdet.

## Galleri

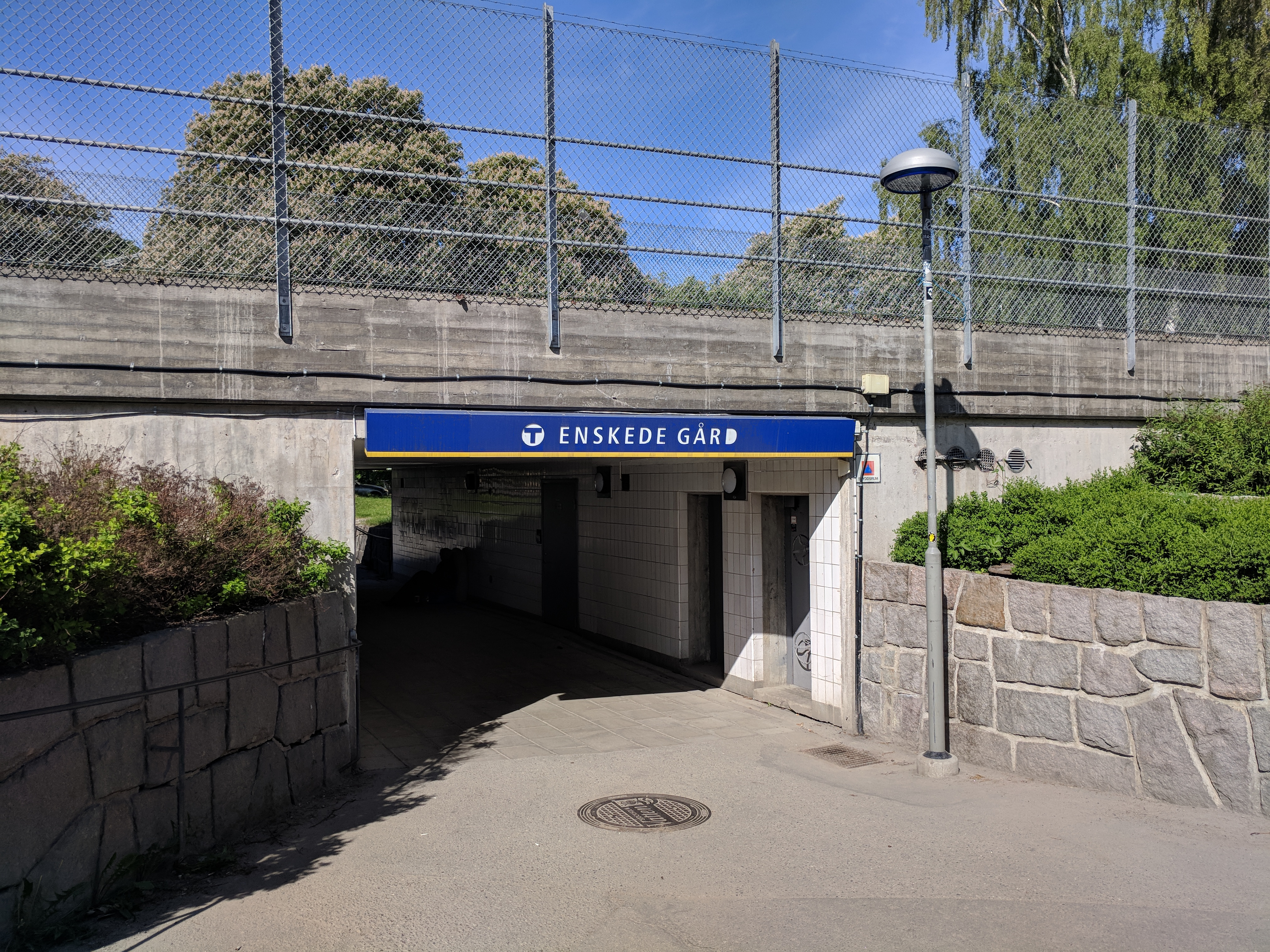
Ingången
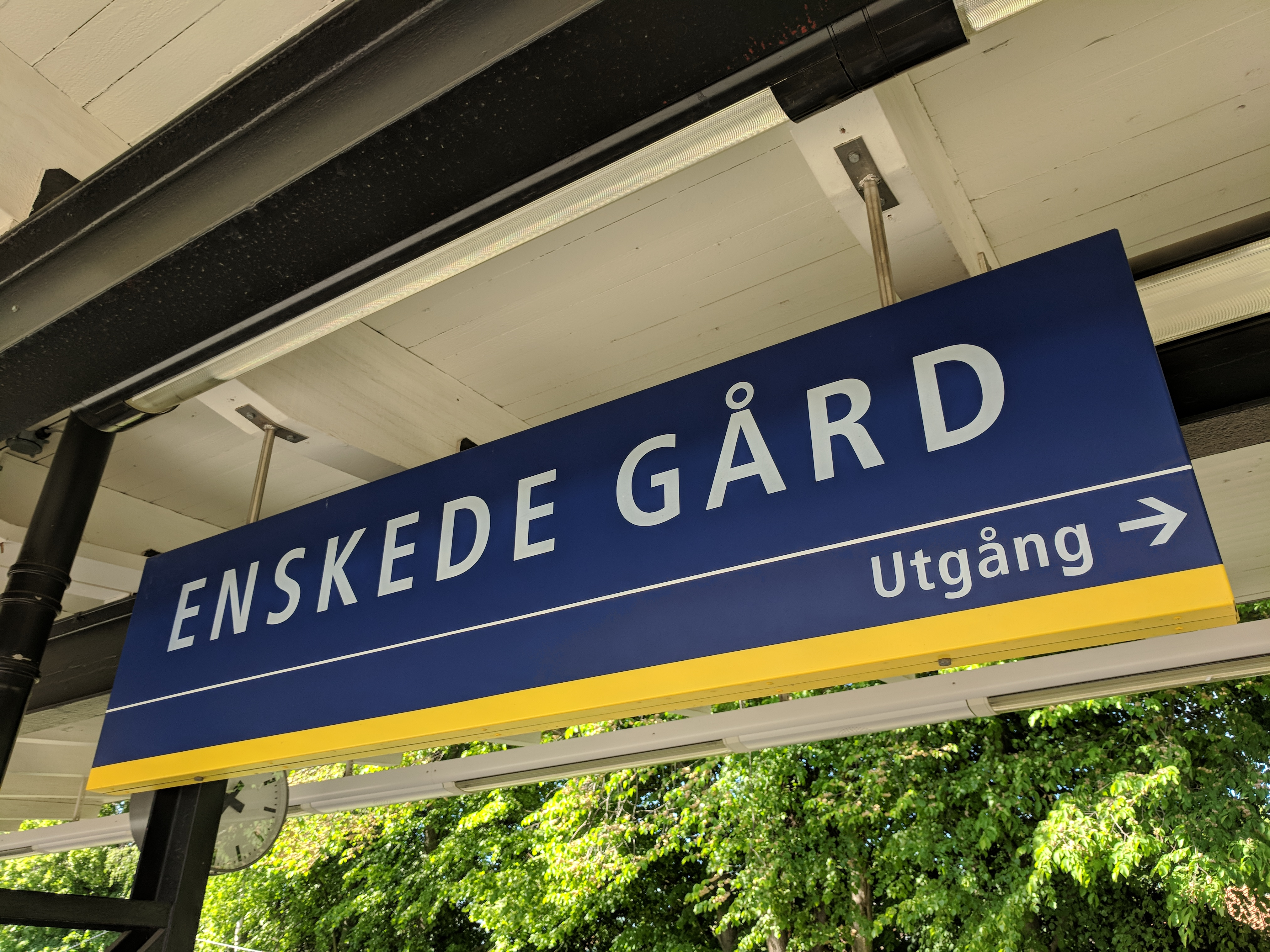
Stationsskylt
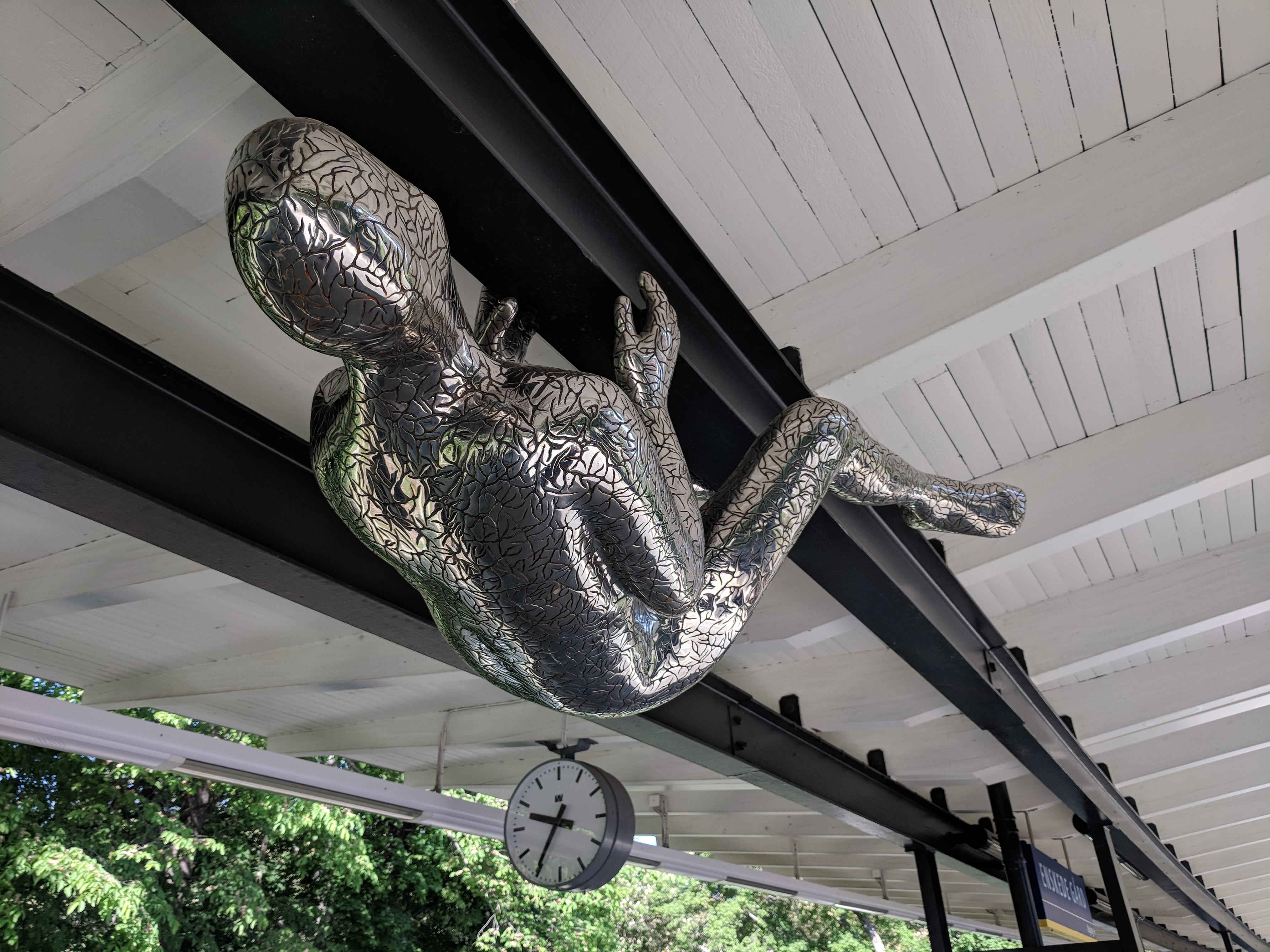
Konstnärlig utsmyckning
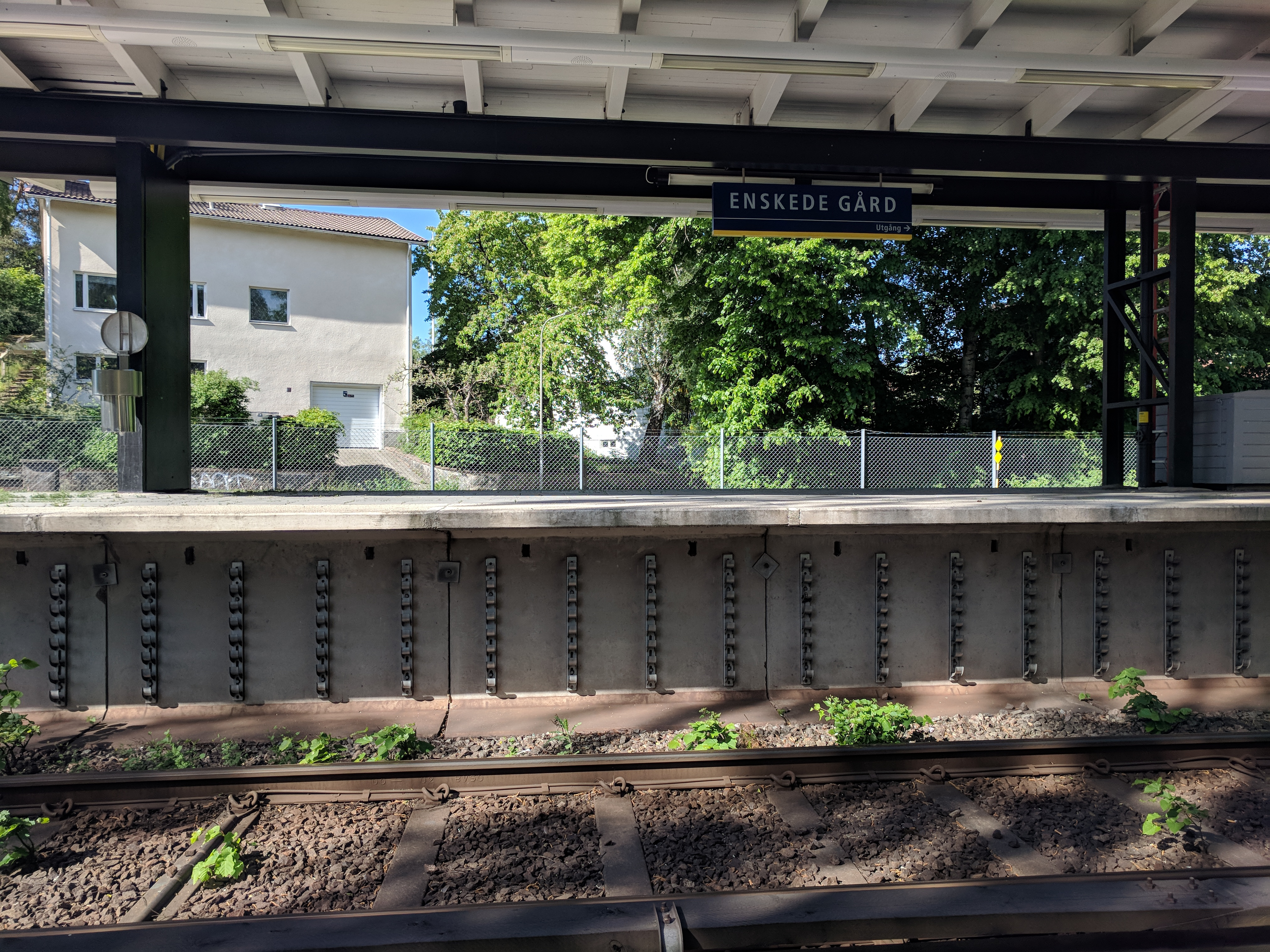
Perrongen
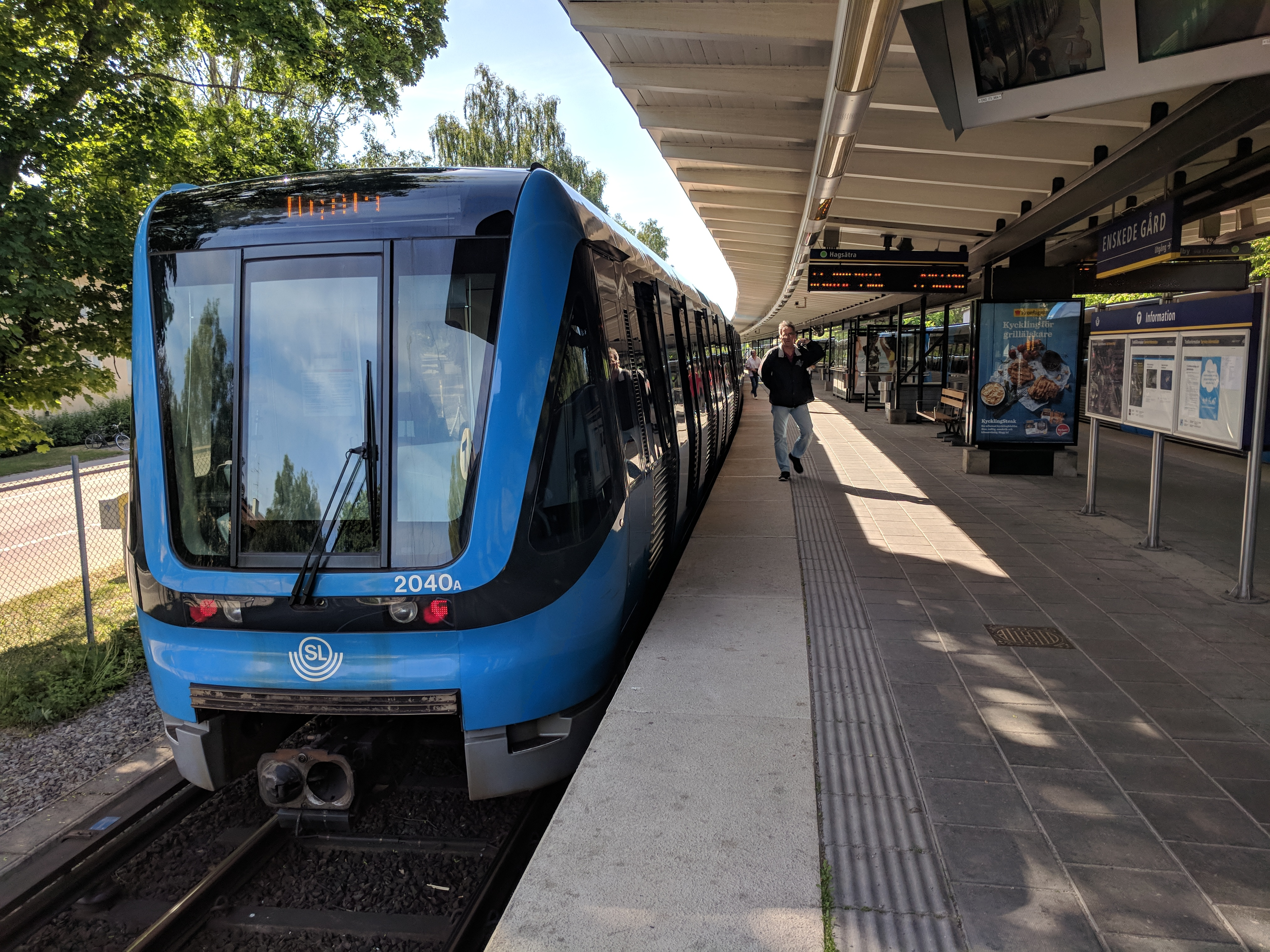
C20 på stationen
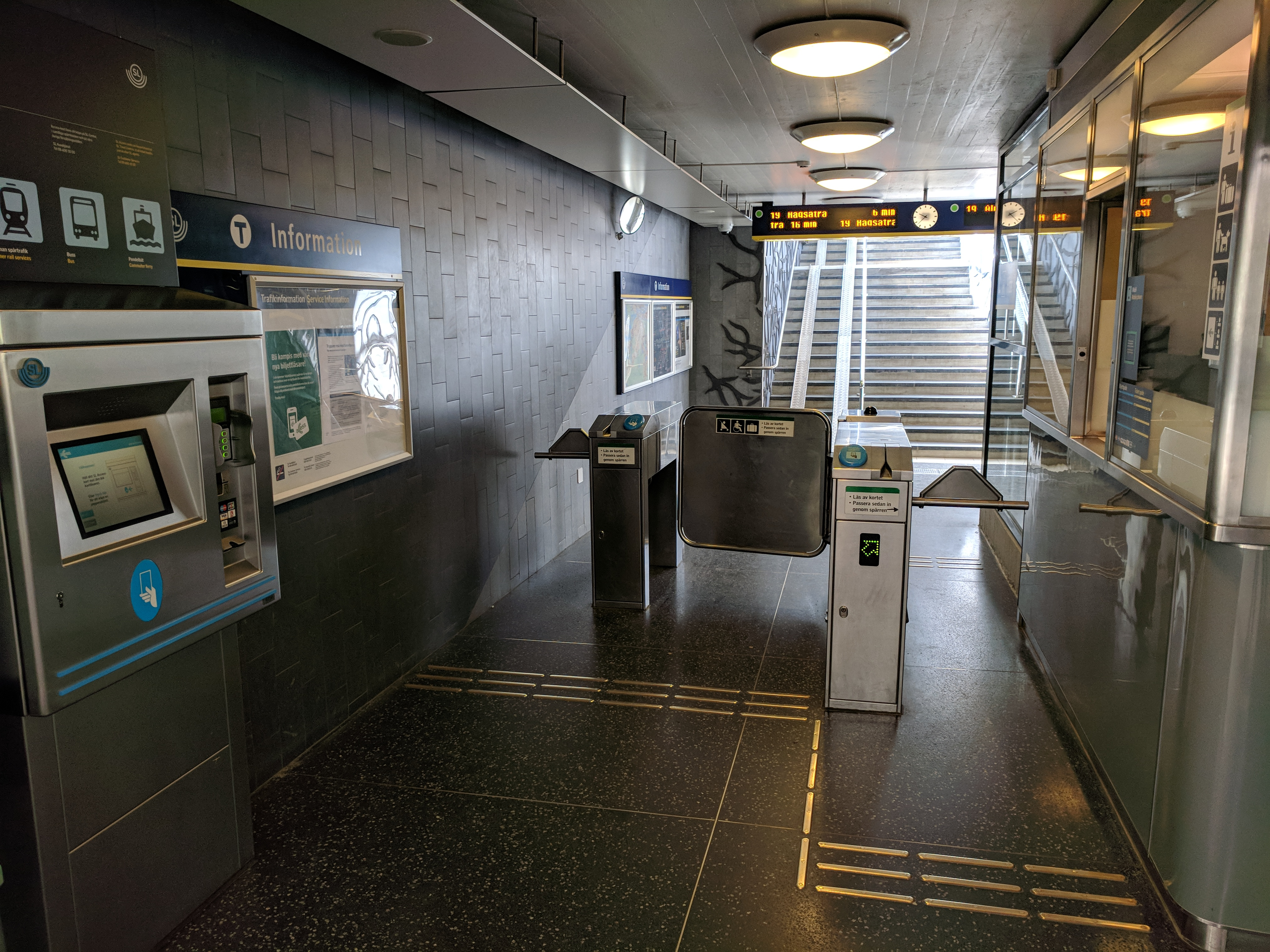
Biljetthallen